# Деніел Хадсон Бернхем
Деніел Хадсон Бернхем (англ. Daniel Burnham; 4 вересня 1846 — 1 червня 1912) — американський архітектор і містобудівник.

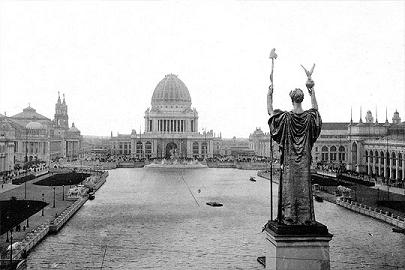
Суд честі, Виставка в Чикаго

Бернем був директором робіт по створенню Всесвітньої виставки 1893 року в Чикаго. Він відіграв провідну роль у розробці генеральних планів розвитку ряду міст, включаючи Чикаго і центр міста Вашингтон (округ Колумбія), а також розробив проекти декількох відомих будівель, включаючи «Флетайрон-білдінг» у Нью-Йорку і станцію Юніон у Вашингтоні.
Його слова: Не складайте дрібних планів; в них немає ніякого чаклунства, здатного змусити розбурхатися кров, і, ймовірно, самі по собі вони не будуть реалізовані. Плануйте по-великому; мрійте про високу мету і працюйте з думкою про те, що велична логічна схема, одного разу реалізована, вже ніколи не помре.
Деніел Хадсон Бернхем — один з піонерів будівництва хмарочосів.